# Alfa Romeo Giulia GTA
Alfa Romeo Giulia GTA är en tävlingsbil, tillverkad av den italienska biltillverkaren Alfa Romeo mellan 1965 och 1975.

## Bakgrund
I början av 1960-talet tävlade Alfa Romeo med berlinan Giulia TI Super i standardvagnsracing. När Bertone-coupén Sprint GT introducerats fick Autodelta uppdraget att bygga om den till en konkurrenskraftig standardvagn.

## Utveckling

### GTA
Giulia GTA presenterades 1965. Autodelta lade stor möda på att reducera bilens vikt och ”A” i ”GTA” kommer av italienskans Alleggerita, som betyder just ”lättad”. Karossens självbärande grundstomme tillverkades av tunnare stål och kläddes sedan med ytterpaneler i lättmetall. Sidorutorna utfördes i plexiglas och inredningen var ytterst spartansk. På så sätt blev bilen nästan 300 kg lättare än ursprungsversionen. För att kunna homologera bilen i grupp 2 byggdes 500 exemplar. Långt ifrån alla användes till tävlingar utan såldes som landsvägsvagnar, med Veloce-motor på 115 hk. Tävlingsbilarnas motor, med bland annat dubbeltändning, hämtades från Giulia TZ.
Autodelta byggde även runt 10 exemplar av Giulia GTA-SA för grupp 5-racing. Dessa bilar hade kompressormatad motor på 240 hk.

### GTA Junior
1968 tillkom GTA Junior, avsedd att tävla i 1,3-litersklassen. Bortsett från den mindre slagvolymen var bilen identisk med den större GTA:n. Junior-modellen tillverkades fram till 1975 och motorn utvecklades med åren med bränsleinsprutning och fyrventilstoppar.

### GTAm
Till 1970 ändrade FIA regelverket för standardvagnar och bland annat höjdes minimivikten för tävlingsbilarna. Autodelta byggde en ny bil med tvålitersmotor kallad GTAm, med ”m” som i maggiorata eller ”förstorad”. Med det nya reglementet kunde man använda en originalkaross i stål, med skärmbreddare i glasfiber för att täcka de bredare hjulen.

## Tekniska data
| Tekniska data           | GTA                                                   | GTA Junior                                            | GTAm                                                  |
| ----------------------- | ----------------------------------------------------- | ----------------------------------------------------- | ----------------------------------------------------- |
| Motor:                  | Frontmonterad 4-cylindrig radmotor                    | Frontmonterad 4-cylindrig radmotor                    | Frontmonterad 4-cylindrig radmotor                    |
| Cylindervolym:          | 1570 cm³                                              | 1290 cm³                                              | 1985 cm³                                              |
| Borrning x slaglängd:   | 78 x 82 mm                                            | 74 x 75 mm                                            | 84,5 x 88,5 mm                                        |
| Max effekt vid varvtal: | 170 hk vid 7 500 v/min                                | 160 hk vid 9 200 v/min                                | 220 hk vid 7 200 v/min                                |
| Kompression:            | 10,5 : 1                                              |                                                       | 11,0 : 1                                              |
| Ventilstyrning:         | Dubbla överliggande kamaxlar, 2 ventiler per cylinder | Dubbla överliggande kamaxlar, 2 ventiler per cylinder | Dubbla överliggande kamaxlar, 2 ventiler per cylinder |
| Förgasare:              | 2 Weber-förgasare                                     | 2 Weber-förgasare                                     | Bränsleinsprutning                                    |
| Växellåda:              | 5-växlad manuell                                      | 5-växlad manuell                                      | 5-växlad manuell                                      |
| Hjulupphängning fram:   | Dubbla längslänkar, skruvfjädrar, krängningshämmare   | Dubbla längslänkar, skruvfjädrar, krängningshämmare   | Dubbla längslänkar, skruvfjädrar, krängningshämmare   |
| Hjulupphängning bam:    | Stel bakaxel, skruvfjädrar, krängningshämmare         | Stel bakaxel, skruvfjädrar, krängningshämmare         | Stel bakaxel, skruvfjädrar, krängningshämmare         |
| Bromsar:                | Hydrauliska skivbromsar                               | Hydrauliska skivbromsar                               | Hydrauliska skivbromsar                               |
| Chassi & kaross:        | Självbärande stålkaross med aluminiumpaneler          | Självbärande stålkaross med aluminiumpaneler          | Självbärande stålkaross med glasfiberpaneler          |
| Hjulbas:                | 235 cm                                                | 235 cm                                                | 235 cm                                                |
| Torrvikt:               | 745 kg                                                | 745 kg                                                | 920 kg                                                |

## Tävlingsresultat

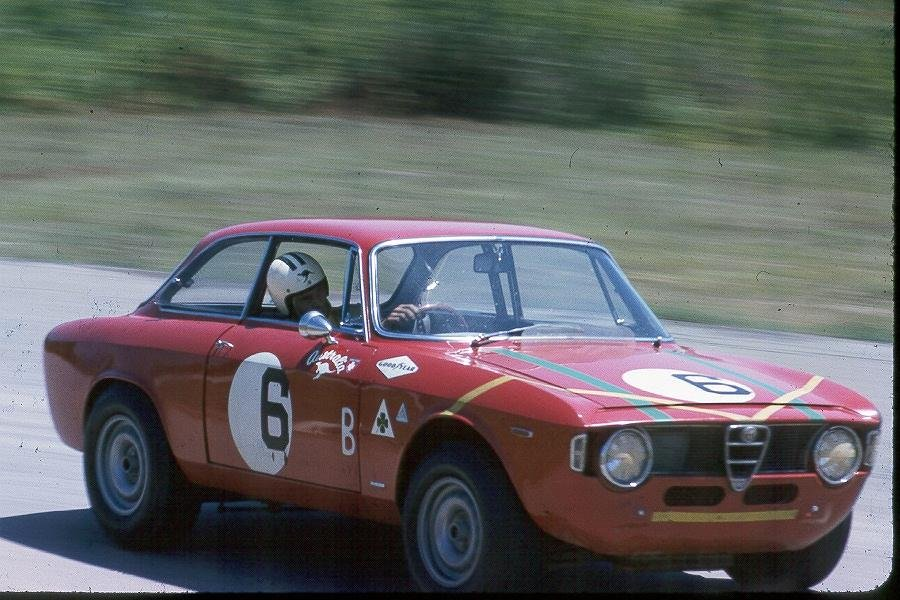
Kwech/Andrey, vinnare av Trans-Am Series.

GTA:n debuterade i ETCC 1966 och Andrea de Adamich tog hem titeln redan första säsongen. Alfa Romeo vann ytterligare två titlar med GTA-modellen och Toine Hezemans segrade 1970 med en GTAm.
I USA vann Horst Kwech och Gaston Andrey den första säsongen av Trans-Am Series med en GTA 1966. Bilen var fortsatt framgångsrik i den mindre klassen under resten av sextiotalet.

## Tillverkning
| Modell     | Antal |
| ---------- | ----- |
| GTA        | 500   |
| GTA Junior | 447   |
| GTAm       | 40    |